# Raúl Sendic
Ne doit pas être confondu avec Raúl Fernando Sendic.
Raúl Sendic Antonaccio, né le 16 mars 1925 à Chamangá, Flores et mort le 28 avril 1989 à Paris, est un guérillero et homme politique uruguayen.
Il est le cofondateur et l'un des principaux dirigeants du Mouvement de libération national - Tupamaros (MLN-T), un mouvement de guérilla urbaine des années 1960-70. Incarcéré durant toute la dictature militaire, il fut l'un des premiers Tupamaros à soutenir la voie légaliste lors de la transition démocratique, qui mena à la création du Mouvement de participation populaire (MPP), intégré à la coalition du Frente Amplio.
Son fils Raúl Fernando Sendic est le vice-président de l'Uruguay entre 2015 et 2017.

## Jeunesse et premier militantisme
Raúl Sendic vient d’une famille de moyens propriétaires de l’intérieur (département de Florès). À partir de 1943, il suit ses études à la faculté de droit de Montevideo, mais quitte la fac six mois avant la fin des six ans réglementaires: il reçoit un titre de procurador (avoué), mais pas celui d'avocat. Inscrit au Parti socialiste (PS), il déménage alors pour Paysandú, sur le Río Uruguay.
En 1958, il représente l’Uruguay au Congrès de l’Internationale socialiste et séjourne à Cuba après la révolution. Avec d'autres camarades du PS qui rejoindront les Tupamaros, Raúl Sendic est alors fortement influencé par le théoricien socialiste Vivian Trías (es) .

## L'organisation descañeroset la pensée politique de Sendic
De retour en Uruguay, il découvre ce qu’il appelle des « îlots de prolétariat rural » et aide à s'organiser les cañeros, des ouvriers agricoles vivant dans des conditions très précaires, au nord de l'Uruguay, et pratiquement inconnus de la population urbaine de Montevideo. Les efforts patients de Sendic en font un cas unique parmi les guérillas des années 1960, à l'exception du Péruvien Hugo Blanco (en).
Ne bénéficiant d'aucunes des lois de protection sociale obtenues par les ouvriers uruguayens, les cañeros étaient des saisonniers, travaillant dans les plantations de cannes à sucre de Bella Unión, puis de betterave sucrière de Paysandú, avant de ramasser des fruits, d'aller dans les rizières, au Brésil, en mars-avril, avant de devoir souffrir une période de chômage saisonnier avant de reprendre le travail dans les champs de canne à sucre. 
De son expérience rurale ainsi que de la révolution cubaine, Sendic adopta une conception foquiste et guévariste de la révolution, qui fut cependant rejetée par les Tupamaros. Selon le Tupamaro Kimal Amir, Sendic partageait alors une conception marxiste de la lutte des classes, « même s'il se déclarait indépendant de l'Union soviétique et de Cuba » . Toutefois, selon le camarade tupamaro Jorge Zabalza, Sendic « avait clairement une vision libertaire de l'autogestion, qu'il devait à sa proximité avec Proudhon » . 
Devenu « conseiller juridique », il participe notamment à la création du syndicat UTAA (Unión de Trabajadores Azucareros de Artigas) en 1961, qui fut l'une des matrices des Tupamaros. L'UTAA revendique alors la journée de huit heures et l'expropriation des latifundia de Silva y Rosas et Palma de Miranda (30 000 hectares) .
Sendic devient alors une personnalité respectée, et participe à l'organisation de la première marche des cañeros, en 1962, sur les 600 km séparant Artigas de Montevideo. Au même moment, la gauche était défaite, de très loin, aux élections de 1962, le champ politique étant dominé par les deux partis traditionnels, le Parti blanco et le Parti colorado. Ceci pousse plusieurs militants à décider de s'engager dans l'action directe puis la lutte armée. Quatre autres marches des cañeros eurent lieu, en 1964, 1965, 1968 et 1971.

## Les Tupamaros
Sendic devient ensuite l'un des fondateurs du Mouvement de libération national - Tupamaros (MLN-T), qui réunit plusieurs figures radicales du Parti socialiste, des membres de l'UTAA, ainsi que des indépendants et d'autres partis de gauche radicale. Violetta Settelich, première compagne de Sendic, issue du Parti communiste, participe aussi à la fondation des Tupamaros. Le MLN fut précédé par le « Coordinateur », une structure liant différents groupes, dont le Mouvement révolutionnaire oriental et la Fédération anarchiste uruguayenne (FAU). Le 31 juillet 1963, les membres du Coordinateur, à l'exception de la FAU, s'emparèrent d'armes du Club de tir suisse de la Nouvelle-Helvétie (département de Colonia). Les fusils furent récupérés (ils étaient de toute façon inutilisables), et la majorité des responsables de l'action identifiés par la police, ce qui contraint Sendic à entrer dans la clandestinité. Sendic fut finalement arrêté en Argentine [réf. nécessaire]. Mais en mars 1964, alors que se négocie son extradition, il rejoint l’Uruguay à la nage [réf. nécessaire], et devient l'un des principaux dirigeants de la guérilla des Tupamaros. Raul Sendic publie un article en sortant de prison [Quand ?], « En attendant le guérillero » [réf. nécessaire]. Il croit alors que la révolution peut se faire dans les campagnes en faisant marcher sur Montevideo les paysans pauvres, comme le fit le général José Artigas lors de l’indépendance [réf. nécessaire].
En juin 1964, trois cañeros attaquent une banque pour financer les soupes populaires des ouvriers agricoles; l'action, qui mène à l'arrestation des trois braqueurs, se fait contre la volonté de la majorité des membres du Coordinateur, mais avec l'appui du Mouvement d'appui paysan (MAC), fondé entre autres par Eleuterio Fernández Huidobro, et de Sendic. En 1964-65, Sendic cherche dans les régions marécageuses du nord du pays, entre les rivières Quegay, Cuarem et Ñaquiñá (es), un lieu propice à la guérilla rurale. La seconde marche des cañeros (1965) adopte alors le slogan « Pour la terre et avec Sendic », en solidarité avec le leader entré en clandestinité.
Il accepta toutefois, avec réticence, la proposition de Jorge Torres d'implanter une guérilla urbaine, officialisée dans le « Document n°1 » du MLN de juin 1967, et qui rompt ainsi avec toute stratégie foquiste. Fin 1967, il voyage à Cuba, d'où il ne ramena qu'un revolver 9 mm. 
Parallèlement, il avait été élu en février 1966 au Comité exécutif du MLN-T . Fin février-début mars 1967, les Tupamaros reçoivent une proposition, via Ariel Collazo, le dirigeant du Mouvement révolutionnaire oriental (MRO), puis à travers le Parti communiste, de rejoindre l'Armée de libération nationale de Che Guevara, qui tentait d'initier un foco en Bolivie. Seul un membre du MLN-T accepta, le reste suivant Sendic, qui déclara: « C'est ici que nous avons une tâche à remplir » . Fin 1967, Jorge Pacheco Areco arrive à la présidence, où il mena une politique ultraconservatrice, autoritaire et répressive. En juin 1968, Sendic donne une interview, en tant que membre du comité directeur des Tupamaros, à la revue chilienne Punto Final .
Sendic dirige alors la colonne intérieure des Tupamaros, et son commando (dont fait partie Jorge Zabalza) parvient à braquer 55 millions de pesos (l'équivalent de 400 000 dollars à l'époque) au casino de San Rafael, dans la station balnéaire de Punta del Este, le 18 février 1969 . Il participe le 8 octobre 1969 à la prise de Pando, au cours de laquelle trois guérilleros sont tués et plusieurs autres arrêtés. Demeurant membre du Comité exécutif en 1969, il dirigeait, en 1970, la colonne n°7 . Il est toujours au Comité exécutif lorsque se négocie avec le gouvernement la libération de l'agent du FBI Dan Mitrione.
Mais le 7 août 1970, alors que Pacheco Areco fait passer Montevideo au peigne fin, Sendic et la direction (sauf Lucas Mansilla) sont arrêtés rue Almería . Incarcéré dans une caserne, les militaires le conduisent à la prison de Punta Carretas, pour qu'il transmette aux ex-dirigeants tupamaros emprisonnés (les Tupamaros emprisonnés perdaient tout poste de responsabilité officiel, bien qu'ils maintenaient une influence sur le mouvement) la proposition du gouvernement de transférer devant la justice les Tupamaros arrêtés rue Almería et de leur permettre de publier un manifeste en échange de la libération du consul brésilien Aloys Dias Gomide et de l'agronome américain Claude John Fly. Cette proposition est refusée, les Tupamaros réclamant la libération de 110 prisonniers politiques. Devant le refus du gouvernement, Mitrione est exécuté. Le consul Dias Gomide fut finalement libéré en février 1971, ainsi que Fly, en mars 1971, pour raisons de santé.

## L'arrestation d'octobre 1970 et la détention en tant qu'otage
Sendic est finalement transféré, en octobre 1970, à la prison de Punta Carretas. Incarcéré, il s'opposa au « plan Cacao » dans la seconde moitié des années 1970, qui prévoyait une campagne d'attentats à la bombe, affirmant que cela allait aliéner la population qui jusqu'alors soutenait en grande partie les Tupamaros. Il obtient ainsi la cessation du plan. En décembre 1970, il propose l'appui du MLN au Frente Amplio, deux mois avant sa constitution effective. Sendic réussit finalement à s'évader le 6 septembre 1971, avec plus d'une centaine d'autres prisonniers politiques, lors de l'« opération Abus » . Après une discussion avec les dirigeants de l'extérieur (Mauricio Rosencof, Henry Engler, Marrero, et Adolfo Wasem, évadé qui venait de se réintégrer au groupe), les « anciens » décidèrent de laisser les jeunes, en majorité étudiants, responsables du MLN et de travailler à la base : Sendic partit commander une colonne rurale dans le cadre du « plan Tatou », Fernández Huidobro et Julio Marenales préparèrent le « plan Collier », et Jorge Manera organisa le « plan Gardiol », visant à aménager les égouts  . « Tatou » et « Collier » avaient comme objectifs de faire diversion, afin d'alléger le poids de la répression sur la capitale, « Tatou » en harcelant l'État en creusant des galeries souterraines à l'intérieur du pays.
Le 1er janvier 1972, dans le cadre du « plan Tatou », la « colonne Leandro Gómez », dirigée par Sendic, occupa une radio locale, un poste de police et, en même temps, l'aéroport de Paysandú (après avoir désarmé les gardes, ils s'emparèrent de trois fusils mitrailleurs M2) . Sendic formula alors la « Déclaration de Paysandú », appel à la guerre contre les riches, qui rappelle les luttes blancas du passé et le caudillo Aparicio Saravia (es) . 
Finalement, Sendic fut capturé à Montevideo le 1er septembre 1972, après avoir reçu une balle. Alain Labrousse (2009) propose de dater de ce jour la « défaite militaire du MLN » . Les Tupamaros sont alors démantelés, tandis que les militaires s'emparent du pouvoir par un coup d'État en 1973, avec Juan María Bordaberry à la présidence. Les principaux leaders tupamaros, dont Sendic, sont alors retenus en otage pendant douze ans, torturés par la dictature (le CICR rendra public par la suite ces faits), menacés d'être exécutés si les Tupamaros s'aventuraient à de nouvelles actions. En décembre 1973, Sendic est transféré dans une cabane minuscule, appelée « la niche » par les militaires, sa nourriture étant placée dans une écuelle, obligeant Sendic à ramper pour manger. À partir de la défaite des militaires au plébiscite de 1980, la détention s'améliora progressivement, et Sendic écrivit les Reflexiones sobre políticas economicas. Apuntes desde la prisión. En avril 1984, ils furent finalement transférés dans la prison de Libertad (étant auparavant dans des casernes militaires), sans toutefois avoir de contact avec les autres prisonniers.

## La transition démocratique
Lors de la transition démocratique, des débats opposent les dirigeants tupamaros incarcérés sur ce qu'il conviendrait de faire une fois libérés. Sendic et Mauricio Rosencof prônent une voie légaliste, contre Julio Marenales, Jorge Manera, Jorge Zabalza et Fernández Huidobro. Il met alors en avant un programme, qu'il conserva jusqu'à sa mort en 1989: non-paiement de la dette externe, réforme agraire, nationalisation des banques, et demande aux pays riches de transférer gratuitement aux pays en développement leurs excédents agricoles, plutôt que de les détruire en raison de crises de surproduction. Début 1985, il fait lire par son frère Victoriano, sans en avoir discuté avec les autres prisonniers tupamaros, une déclaration à la radio, qui appuie la pacification, la démocratie et l'insertion du MLN dans la légalité. Les dirigeants tupamaros finirent par l'appuyer a posteriori .
Raúl Sendic fut amnistié en mars 1985, les ex-Tupamaros, suivant Sendic, décidant finalement de rejoindre la voie légaliste, en fondant le Mouvement de participation populaire (MPP), un parti légaliste qui s'intègre au Frente Amplio. Sendic voulait toutefois rejoindre les mouvements sociaux et créer un front plus large que le Frente Amplio, en intégrant certains secteurs des partis traditionnels (colorado et blanco) et les associations de petits et moyens producteurs. Malgré l'option légaliste choisie par Sendic, ce dernier donna toutefois son appui moral à l'attaque de La Tablada de janvier 1989, menée en Argentine par le Movimiento Todos por la Patria d'Enrique Gorriarán Merlo, ex-membre de l'ERP, qui invoquait une menace de putsch des Carapintadas .
Sendic mourra à Paris de la maladie de Charcot, en avril 1989. Son enterrement, à Montevideo, fut suivi par une foule énorme. L'année d'avant, il revenait sur le parcours des Tupamaros, en déclarant:
«  No estábamos solos, sino que un gran sector popular nos dio aliento en aquella década del 60 tan convulsionada… La iniciativa nuestra de dar un paso adelante en las luchas sociales fue después de tipo militar, desde el momento en que los militares atacaron las manifestaciones populares con gran saldo de muertos y después invadieron todas las instituciones (…) Seguimos (1988) sin embargo, con nuestra propuesta política adelante, sabiendo que no somos dueños de la verdad. No nos consideramos vanguardia de nada, sino uno de los elementos que contribuirán a llevar adelante la lucha del pueblo uruguayo. (hablando de la guerrilla) tenemos que contemplar la mentalidad de un pueblo (…) que conserva una serie de tradiciones pacíficas y que nosotros tratamos de contemplar en nuestra etapa anterior, cuando hacíamos aquella famosa guerrilla de guante blanco, buscando la menor violencia posible.  »